# 南部師行
南部 師行（なんぶ もろゆき）は、鎌倉時代後期から南北朝時代にかけての武将。根城南部氏（波木井南部氏）4代当主。

## 生涯
南部政行の子として誕生した。
元々は甲斐国に所領を持っていた。南部氏の庶流である波木井南部氏を継承していた。元弘3年/正慶2年（1333年）、新田義貞の鎌倉攻めの際、兄時長、弟政長と共に義貞の軍勢に加わって武勲を立てた。後醍醐天皇の建武の新政が開始されると、南部一族も武者所など枢要な役職に編成された。同年10月、陸奥守北畠顕家に従って後醍醐天皇の皇子の義良親王（のちの後村上天皇）を奉じて陸奥国多賀城（現在の宮城県多賀城市）に下向した。師行は弟政長、結城宗広、親朝親子、伊達行朝、長井貞宗、伊賀貞光らと共に随行し、北畠氏を頂点とする統治機構、所謂「奥州小幕府」の一員となった。師行は糠部郡の郡代として命ぜられ、行政の管掌を担当した。糠部郡は駿馬の産地であり、その郡代に任ぜられたことは、師行が軍馬の育成、調達の役割を任されたことを意味している。この任命は、師行の長年の牧経営のノウハウを活かすための人事ではないかとも推測されている。
八戸入りした師行は、最初は旧領主である工藤三郎兵衛の館を住居としていた。間もなく根城（現在の青森県八戸市根城）を築城しここを拠点に活動する。最初の仕事は、二階堂行珍に所領として与えられた久慈郡に代官を送り届けることであった。その後も土地の配分や違反を犯したものへの処罰などに奔走した。
糠部に入ってさほど経たない頃、師行は根城の近くにある毘沙門堂に、二反の土地を寄進している。鎌倉幕府は滅んだとは言え、奥羽は北条氏に属していた御家人達が割拠しており、未だに残党の巣窟であった。七宮涬三は毘沙門堂への寄進は、四方を敵に囲まれ、懸案事項が山積されていた師行が武運を祈願した「神頼み」であると解釈している。
建武元年（1334年）になると、北条残党の名越時如と安達高景が蠢動して、安東一族をも糾合し、大光寺城、持寄城に籠城して抵抗を続けた。師行は顕家の指揮の元、黒石の奉行工藤貞行や、多田貞綱と共に北条残党の鎮圧に当たった。この年の6月、師行は糠部で貞綱と打ち合せを行っている。執拗な抵抗に難儀した顕家は、師行に内応による切り崩しを要請してきた。顕家の命を帯びた師行は工藤貞行と連携して切り崩しに尽力し、外々浜明師、安東祐季らを味方に付けることに成功、調略によって趨勢は顕家側に有利となり、11月、持寄城は陥落した。師行は、敵陣営の切り崩しや戦闘において、反乱の鎮圧に貢献した。（大光寺合戦）
翌年3月、師行は外ヶ浜内摩部郷の諸々の村を拝領、弟の政長にも土地が与えられた。これは前年の持寄城攻めにおける戦功に対する褒賞であった。
建武2年（1335年）、足利尊氏が後醍醐天皇から離反すると、顕家は尊氏を追討するために義良親王と共に陸奥の地を離れた。尊氏は奥羽の牽制、征圧の為に斯波家長を派遣しており、相馬重胤など、顕家に反感を抱く武将達が参集した。師行は顕家のいない陸奥を守備するために政長と共に残留、根城を政長に任せ、自らは国府多賀城を拠点として、家長や、それに呼応した曽我貞光と戦った。
延元元年/建武3年（1336年）3月、顕家と義良親王が再び陸奥に下向した。師行は奥羽を政長とその子信政に任せ、顕家に随行した。陸奥を出発するにあたって、師行は政長と信政に遺言を残したことが『三翁昔話』に描かれている。師行は遺言の中で、此度の上洛は厳しく、おそらく自分は討死するだろう、しかし自分が戦場の露と消えても、悲しまず、節操を曲げずに忠節を貫徹したことを喜んで欲しいと、政長父子に覚悟を伝えて励まし、また、自分達南部一族が奥州に多くの土地を得られたのは顕家卿と帝の恩恵に浴することができたからこそで、たとえ帝の政に瑕疵があろうが、安易に節操を曲げてはならないと戒めている。
延元2年/建武4年（1337年）には多賀城を北朝方に攻略されたため、陸奥における南朝の拠点を伊達郡霊山（現在の福島県伊達市）に移した。この年の8月に顕家と義良親王に従い、京へ向けて出発し、途中鎌倉を占領した。
延元3年/建武5年（1338年）1月、南朝方は美濃国青野原（現在の岐阜県大垣市）での青野原の戦いでは北朝方を破った。しかし、同年5月22日の和泉国石津（現在の大阪府堺市）での石津の戦いで北朝方の高師直の軍に敗北し、師行は顕家と共に戦死した。根城南部氏の家督は弟の政長が継承した。堺市西区浜寺石津町中5丁に顕家と共に供養塔が存在する。
明治29年（1896年）、師行は南朝への忠義を讃えられて正五位を追贈され、明治30年（1897年）には士族とされていた遠野南部氏（根城南部氏の後身）の当主の南部行義が特旨をもって男爵を授けられた。

## 系図
```
1
　　　　
2
　　
3
　　　
5

南部光行
┬
実光
―
時実
┬
宗経

　　　　│　　　　  │
4

　　　　│　　　 　 ├
政光
┌
時長

　　　　│　　　　  │　　│
4
　　　　　
7
　　
9

　　　　│　　　 　 ├
政行
┼
師行
　　 ┌
信光
┬
長経

　　　　│　　　　  │　　│
5
　　
6
　 │
8
　  │
10
　　　　
34

　　　　│　　　 　 ├
宗実
└
政長
─
信政
┴
政光
└
光経
………
行義
（
男爵
）
　　　　│　　　 　 │　　  　　　
10

　　　　│　　　 　 └
義元
┬
義行
┬
茂時

　　　　│　　　　　 　 　│
7
　 │
11
　 
12
　　
13
　　　　
41

　　　　│　　　　 　　 　├
祐行
├
信長
―
政行
―
守行
………
利恭
（
伯爵
）
        │         　     │    └
為重
                 
　　　　│　　　　 　　 　│
6
　　
8

　　　　│　　　　　  　　└
宗行
┬
政連
　　　　　　　 
　　　　│　　　　　　　 　　　 │
9

　　　　│　　　　　 　　　　　 └
祐政

　　　　│
1
　　
2
　　　
3

　　　　└
実長
―
実継
―
長継
```